# Birte Ove-Petersen
Birte Ove-Petersen va ser una nedadora danesa que va competir durant la dècada de 1930.
En el seu palmarès destaquen tres medalles al Campionat d'Europa de natació de 1938, una d'or, una de plata i una de bronze. En la cursa del 4x100 metres lliures va establir un nou rècord del món, millorant el seu propi rècord establert aquell mateix any.
 Entre 1939 i 1942 guanyà el campionat nacional dels 100 metres esquena.